# Value and Capital
Value and Capital is een boek van de Britse econoom John R. Hicks, dat in 1939 werd gepubliceerd. Het wordt beschouwd als een klassieke expositie van de micro-economische theorie.
Centrale resultaten zijn onder meer:
- uitbreiding van consumententheorie voor individueel- en marktevenwicht met betrekking tot de vraag naar goederen met expliciet gebruik van alleen ordinaal nut voor individuen, in plaats van dat interpersoonlijke nutsvergelijkingen vereist zijn;
- analyse van een 2-goederen-economie met betrekking tot de effecten van een prijsverandering en de wiskundige uitbreiding naar een willekeurig aantal goederen zonder verlies van algemeenheid;
- parallelle resultaten voor de productietheorie;
- uitbreiding van de algemene evenwichtstheorie van markten en de aanpassing in de statische evenwichtstheorie aan de economische dynamiek door het onderscheiden van tijdelijke en langetermijnevenwichten door de introductie van verwachtingen van economische agenten.

## Overzicht en details
Het boek bestaat uit 19 hoofdstukken en kent het volgende schema:
- Inleiding
- Deel I – De theorie van subjectieve waarde
- Deel II – Algemeen evenwicht
- Deel III – Fundamenten van de economische dynamica
- Deel IV – De werking van het dynamische systeem
- Wiskundige appendix.

Hicks begint met een vereenvoudigd geval van waaruit hij in het vervolg van zijn boek steeds verder veralgemeent. Een individuele consument heeft een gegeven geldinkomen dat hij kan besteden aan slechts twee goederen. Wat bepaalt vervolgens de gevraagde hoeveelheid van elk van deze goederen door deze individuele consument? De basis hypothese is de verzameling van restricties op de nutsfunctie en op het vraagevenwicht die resulteert wanneer de budgetrestrictie van de consument als randvoorwaarde wordt geïntroduceerd.
Deze hypothese drijft de theoretische uitkomst van een prijsverandering in een van de goederen op de gevraagde hoeveelheid van elk goed. Het boek ontleedt de wijziging in het substitutie-effect en het inkomenseffect. Dit laatste effect is de verandering van het reële inkomen in theoretische termen zonder welke het onderscheid tussen reële en nominale waarden problematischer zou zijn. De twee effecten vormen nu een standaardonderdeel van de consumententheorie.
Deze analyse komt overeen met een evenredige verandering in het geldinkomen en in de geldprijzen van beide goederen, die de gevraagde hoeveelheid van beide goederen ongewijzigd laat. Dit is ook consistent met het onderscheid tussen reële en nominale waarden en vertegenwoordigt de veel gebruikte hypothese in de economie van geen geldillusie.
Een appendix veralgemeent het 2-goederen geval voor consumptie naar het geval van een goed en een composietgoed, dat wil zeggen alle andere consumptiegoederen. Deze bijlage ontleent de voorwaarden waaronder de vraageigenschappen in evenwicht zijn met betrekking tot de prijsratio en marginale substitutievoet van het 2-goederen geval en past deze toe op het meer algemene geval, waardoor een onderscheid tussen het inkomenseffect en het substitutie-effect mogelijk wordt.
In zijn Nobelprijslezing, citeert Hicks zijn Value and capital om een aspect van wat bekend kwam te staan als het aggregatieprobleem te verduidelijken. Dit probleem is het meest acuut bij het meten van de kapitaalgoederenvoorraad tegen haar marktwaarde voor het in de reële wereld geval geldende geval van heterogene kapitaalgoederen. Hicks toonde aan dat de prijsverhoudingen tussen de kapitaalgoederen (die gelijk is aan hun marginale substitutievoet in evenwicht) niet constant bleven als er additionele kapitaalgoederen in de economie werden geïntroduceerd, aggregatie van kapitaalgoedwaarden was daarom strikt genomen geen valide maat van de kapitaalgoederenvoorraad. Hicks toonde ook aan dat er geen eenduidige manier bestond om de "periode van de productie" (voorgesteld door Böhm-Bawerk) te meten, die in het algemeen zou kunnen dienen als een maat voor de kapitaalgoederenvoorraad.
Van een consumentevenwicht voor een individu aggregeert het boek naar een marktevenwicht voor alle individuen, producenten en goederen. Hiermee was Hicks de eerste die de Walrasiaanse algemene evenwichtstheorie aan een Engels sprekende publiek introduceerde. Hicks Value and Capital was de eerste publicatie die poogde een strenge formulering voor de stabiliteitscondities van een algemeen evenwicht op te stellen. Daarmee formaliseerde Hicks de comparatieve statica. Het boek synthetiseert de dynamische-aanpassingselementen van Walras en Wicksell en van Marshall en Keynes. Het maakt een onderscheidt tussen tijdelijke, middellange termijn- en lange termijn evenwicht met verwachtingen ten aanzien van toekomstige marktomstandigheden die van invloed zullen zijn op de huidige markten (Bliss, 1987, blz. 642-43).